# Китайский Тайбэй

Флаг Китайского Тайбэя на Олимпийских играх

Флаг Китайского Тайбэя на Паралимпийских играх

Кита́йский Тайбэ́й (англ. Chinese Taipei) — название, используемое Китайской Республикой для участия в некоторых международных организациях и почти во всех спортивных соревнованиях, таких как Олимпийские игры, Летние Азиатские игры и Универсиада. Международное сообщество широко использует термин «Китайский Тайбэй» в силу ряда соглашений, вытекающих из сложностей политического статуса Китайской Республики и её международных отношений. Во-первых, КНР возражает против использования термина «Китайская Республика», так как это может трактоваться как признание легитимности правительства, которое КНР считает несуществующим, и существование двух Китаев. Во-вторых, КНР возражает против использования названия «Тайвань», так как это свидетельствует о том, что Тайвань выступает как субъект отдельно от КНР. Китайская Республика и КНР считают себя единственным законным правительством всего Китая, включая Тайвань.

## История появления термина
Термин появился в 1979 году в качестве компромиссного варианта, устроившего Китайскую Республику и КНР. Важную роль сыграло то, что в китайском языке для слова «китайский» существует два отдельных прилагательных. В КНР термин «Китайский Тайбэй» переводят, употребляя прилагательное «чжунго» (кит. трад. 中國臺北, упр. 中国台北, пиньинь Zhōngguó Táiběi, палл. Чжунго Тайбэй), то есть китайский как относящийся к китайскому государству, а в Китайской Республике — «чжунхуа» (кит. трад. 中華臺北, упр. 中华台北, пиньинь Zhōnghuá Táiběi, палл. Чжунхуа Тайбэй, буквально: «относящийся к китайскому народу»).